# Зимний берег
Зи́мний бе́рег — побережье южной части Белого моря, восточной части Двинской губы и Горла Белого моря. Простирается от устья Северной Двины до мыса Воронов.

## География
Берег низменный, местами обрывистый. Вдоль берега в южной части расположен ряд островов (наиболее крупный остров — Мудьюгский). По берегу протекают реки Ёрга, Лапа, Ульмица, Кадь, Мудьюга, Куя, Зимняя Золотица, Това, Чёрная, Большие Инцы, Малые Инцы, Большая Торожма, Малая Торожма, Медвежий, Мегра и Майда. В море вдаются мысы: Куйский, Керец, Острый, Медвежий, Инцы, Мегорский Нос и Олений Нос. За мысом Воронов Зимний берег переходит в Абрамовский берег.
Участки моря, прилегающие к берегу, являются местом рыбного промысла.
Территория Зимнего берега входит в состав Приморского заказника, созданного для сохранения и восстановления особо ценных или типичных природных ландшафтов и их составных частей, поддержания биоразнообразия, организации охраны, воспроизводства и регулирования численности животных, обеспечения права местного населения на благоприятную окружающую среду и традиционные виды промысла, восстановления и поддержания климаторегулирующих свойств защитной полосы притундровых лесов, организации охраны геологического и палеонтологического достояния. В Зимних горах на территории заказника имеется местонахождение вендской фауны — Зимнегорское. Мощность ископаемых остатков толщи поздневендских отложений, выходящих на поверхность, достигает одного километра.

## Населённые пункты
Важнейший порт — Архангельск, отделяющий Зимний берег от Летнего. Другие населённые пункты на берегу — Подборка, Патракеевка, Куя, Козлы, Вепревский, Нижняя Золотица, Това, Инцы, Ручьи, Мегра, Майда и Вороновский.

## Этимология
Берег называется Зимним по старинным зимним промыслам поморов, которые проводились вдоль берега.